# Rotho Kunststoff
Die Rotho Kunststoff AG ist eine im Bereich Entwicklung, Herstellung, Beschaffung und Vertrieb von Kunststoffprodukten tätige Schweizer Unternehmensgruppe mit Hauptsitz in Würenlingen im Kanton Aargau. Rotho ist einer der grössten und bekanntesten Markenhersteller von Konsumgütern aus Kunststoff in Europa. Das Unternehmen ist vollständig in Familienbesitz. Der Unternehmensname (Firma) entstand aus dem Namen des Unternehmensgründers Robert Thoma. Rotho beschäftigt knapp 400 Mitarbeiter, die meisten davon am Standort Würenlingen. Geschäftsführer ist seit 1996 Winfried Köbel.

## Geschichte
Das Unternehmen hat seine geschichtlichen Wurzeln in Deutschland. Gegründet wurde es 1890 in Bernau-Oberlehen im Schwarzwald. Ursprünglich wurden von dem Unternehmen Robert Thoma & Co.  Küchen- und Haushaltsprodukte aus Holz wie Wäscheklammern, Fleischklopfer und Mausefallen hergestellt. 1955 kam ein Zweigwerk im nahen St. Blasien hinzu, in dem mit der Kunststoffverarbeitung begonnen wurde. Ab 1981 wurde der Schwerpunkt zunehmend auf Kunststoff-Haushaltswaren gelegt. 1985 konnte ein Hersteller von Babyprodukten im Saarland übernommen werden; dieses Sortiment wurde seither ausgebaut. 1997 errichtete man den ersten Schweizer Produktionsstandort in Würenlingen, bereits 2001 wurde hier ein zweiter Produktionsstandort in Betrieb genommen. Seither wirbt Rotho verstärkt mit dem Herkunftssiegel Swiss Made. Die auf grosse Produkte bis 8 kg Gewicht spezialisierte Rotho Kunststofftechnik GmbH in St. Blasien wurde nach einer ersten Insolvenz 2004 vollständig von der Schweizer Rotho-Gruppe abgespalten; sie gehört seither zur deutschen Unternehmensgruppe Metak-KWM-Rotho und hat im September 2009 erneut Insolvenz angemeldet, was aber durch die Nichtzugehörigkeit keinerlei Einfluss auf die Schweizer Rotho-Gruppe hat. 2005 erhöhte Rotho die Produktionskapazität in Würenlingen erneut. 2007 ging in Würenlingen die neue Logistikzentrale an den Start.

## Rotho-Gruppe
Zur Rotho-Gruppe gehören neben der Hauptgesellschaft Rotho Kunststoff AG die beiden rechtlich selbstständigen deutschen Schwesterunternehmen Rotho Kunststoff GmbH in Görwihl (Landkreis Waldshut, Baden-Württemberg) und Rotho Baby Design GmbH mit rechtlichem Hauptsitz in St. Blasien (ebenfalls Landkreis Waldshut) und zentralem Vertriebsbüro in Wadern-Nunkirchen (Landkreis Merzig-Wadern, Saarland).
Die Rotho Kunststoff AG produziert sowohl an ihrer Hauptniederlassung als auch bei der Schwestergesellschaft Rotho Kunststoff GmbH in Görwihl sowie beim unabhängigen Vertragspartner Sundis SA im französischen Sars-et-Rosières (Département Nord, an der Grenze zu Belgien). Das Sortiment von Rotho gehört zu den umfangreichsten der Branche und umfasst Produkte für die Bereiche Küche, Wäsche, Büro, Aufbewahrung, Reinigung und Abfall. Rotho positioniert sich aufgrund des Preiskampfes in diesem Markt zunehmend im Segment der qualitativ hochwertigeren, nutzwert- und designbetonten Produkte. Im Bürosortiment hat Rotho unter der Bezeichnung „Greenline“ Produkte aus Holz-Kunststoff-Verbundwerkstoffen eingeführt, welche aus einer Mischung aus heimischen Holzfasern und wiederverwertetem Polypropylen bestehen. In der Branche zählt Rotho zu den innovativsten Unternehmen; jedes Jahr werden 30 bis 50 Produkte neu entwickelt. Besonderen Wert legt das Unternehmen auf ein überdurchschnittlich intensives Verkaufsförderungskonzept direkt am Point of Sale im Einzelhandel. Der weltweite Vertrieb erfolgt über das ebenfalls in Würenlingen angesiedelte eigene Logistikzentrum, das europaweit zu den modernsten zählt. Rotho ist Lieferant der meisten grossen Handelsketten Europas. Seit 1996 ist Rotho nach der Qualitätsmanagementnorm ISO 9001 zertifiziert.
Die Rotho Babydesign GmbH vertreibt eine speziell für den Bedarf von Babys und Kleinkindern hergestellte Produktpalette aus den Sortimentsbereichen Pflege, Ernährung, Sicherheit, Spielen und Zubehör. Die Produkte der Pflegelinie stammen ausschliesslich aus deutscher Herstellung, Produkte der anderen Linien werden auch im Ausland fabriziert. Absatzkanäle sind im deutschsprachigen Raum der Babywaren-Fachhandel, Drogeriemärkte, SB-Warenhäuser und Versandhändler, der Vertrieb erfolgt aber auch weltweit über Kooperationspartner. Eigenmarken von Rotho Babydesign sind playgro, tommee tippee und sangenic. Darüber hinaus werden lizenzierte Fremdmarken wie Winnie the Pooh und andere vertrieben.